# Andrey Akopyants
Andrey Akopyants (Taskent, RSS de Uzbekistán, 27 de agosto de 1977) es un exfutbolista de Uzbekistán que jugaba en las posiciones de Centrocampista y delantero.

## Carrera

### Club
| Periodo   | Club                         | Apariciones | Goles |
| --------- | ---------------------------- | ----------- | ----- |
| 1996-1999 | Pakhtakor Tashkent           | 109         | 25    |
| 2000-2005 | FK Rostov                    | 116         | 5     |
| 2006      | FC Chernomorets Novorossiysk | 30          | 15    |
| 2007      | FC Darida Minsk Raion        | 13          | 2     |
| 2007-2008 | FK Daugava Daugavpils        | 21          | 2     |
| 2008      | Pakhtakor Tashkent           | 15          | 0     |
| 2009      | FK Dinamo Samarqand          | 24          | 3     |
| 2010      | FC Nizhny Novgorod           | 37          | 4     |
| 2011      | FC Luch-Energiya Vladivostok | 15          | 2     |
| 2011-2012 | FC Fakel Voronezh            | 26          | 1     |
| 2012-2013 | FC Khimik Dzerzhinsk         | 23          | 0     |
| 2014      | FK Buxoro                    | 9           | 1     |
| 2014      | FK Neftchi Farg'ona          | 6           | 0     |

### Selección nacional
Jugó para Uzbekistán en 40 ocasiones de 1998 a 2005 y anotó seis goles; participó en los Juegos Asiáticos de 1998 y en dos ediciones de la Copa Asiática.

## Logros

### Club
- Uzbek League (1): 1998
- Uzbek Cup: (1) 1997
- RFPL Conferencia Oeste (1): 2012–13

### Individual
- Futbolista uzbeko del año: 1999

## Estadísticas

### Goles con selección nacional
| 1.     | 3-12-1998 | 700th Anniversary Stadium, Chiang Mai, Tailandia | Kuwait          | 3–3  | Juegos Asiáticos de 1998                             |
| 2.     | 5-12-1998 | 700th Anniversary Stadium, Chiang Mai, Tailandia | Mongolia        | 15-0 | Juegos Asiáticos de 1998                             |
| 3.     | 7-12-1998 | Rajamangala Stadium, Bangkok, Tailandia          | Corea del Norte | 4–0  | Juegos Asiáticos de 1998                             |
| 4.     | 3-5-2001  | Amman International Stadium, Amán, Jordania      | Turkmenistán    | 5-2  | Clasificación para la Copa Mundial de Fútbol de 2002 |
| 5.     | 20-8-2003 | Skonto Stadium, Riga, Letonia                    | Letonia         | 3-0  | Amistoso                                             |
| 6.     | 6-11-2003 | Pakhtakor Markaziy Stadium, Taskent, Uzbekistán  | Hong Kong       | 4–1  | Clasificación para la Copa Asiática 2004             |
| Fuente |           |                                                  |                 |      |                                                      |